# Life in a Beautiful Light
Life in a Beautiful Light er det tredje album fra den skotske singer-songwriter Amy MacDonald. Det blev udgivet 11. juni 2012. Førstesinglen, "Slow It Down", blev udgivet 20. april 2012. Macdonalds officielle hjemmeside bekræftede at albummet ville blive udgivet 13. april 2012. Indholdet på albummet blev bekræftet af Universal Music samme dage.

## Spor
| Nr. | Titel                                    | Længde |
| --- | ---------------------------------------- | ------ |
| 1.  | "4th of July"                            | 3:48   |
| 2.  | "Pride"                                  | 3:22   |
| 3.  | "Slow It Down"                           | 3:52   |
| 4.  | "The Furthest Star"                      | 3:29   |
| 5.  | "The Game"                               | 4:24   |
| 6.  | "Across the Nile"                        | 3:19   |
| 7.  | "The Days of Being Young and Free"       | 4:09   |
| 8.  | "Left That Body Long Ago"                | 4:49   |
| 9.  | "Life in a Beautiful Light"              | 4:35   |
| 10. | "Human Spirit"                           | 2:06   |
| 11. | "The Green and the Blue"                 | 3:53   |
| 12. | "In the End / Two Worlds" (hidden track) | 8:05   |

## Hitlister
| Chart (2012)                    | Peak position |
| ------------------------------- | ------------- |
| Austrian Albums Chart           | 1             |
| Belgian Albums Chart (Flanders) | 4             |
| Belgian Albums Chart (Wallonia) | 6             |
| Croatian Foreign Albums Chart   | 4             |
| Danish Albums Chart             | 9             |
| Dutch Albums Chart              | 5             |
| French Albums Chart             | 42            |
| German Albums Chart             | 1             |
| Irish Albums Chart              | 5             |
| Norwegian Albums Chart          | 15            |
| Polish Albums Chart             | 11            |
| Scottish Albums Chart           | 1             |
| Spanish Albums Chart            | 36            |
| Swedish Albums Chart            | 34            |
| Swiss Albums Chart              | 2             |
| Swiss Albums Chart (Romandie)   | 1             |
| UK Albums Chart                 | 2             |